# Mary Kok

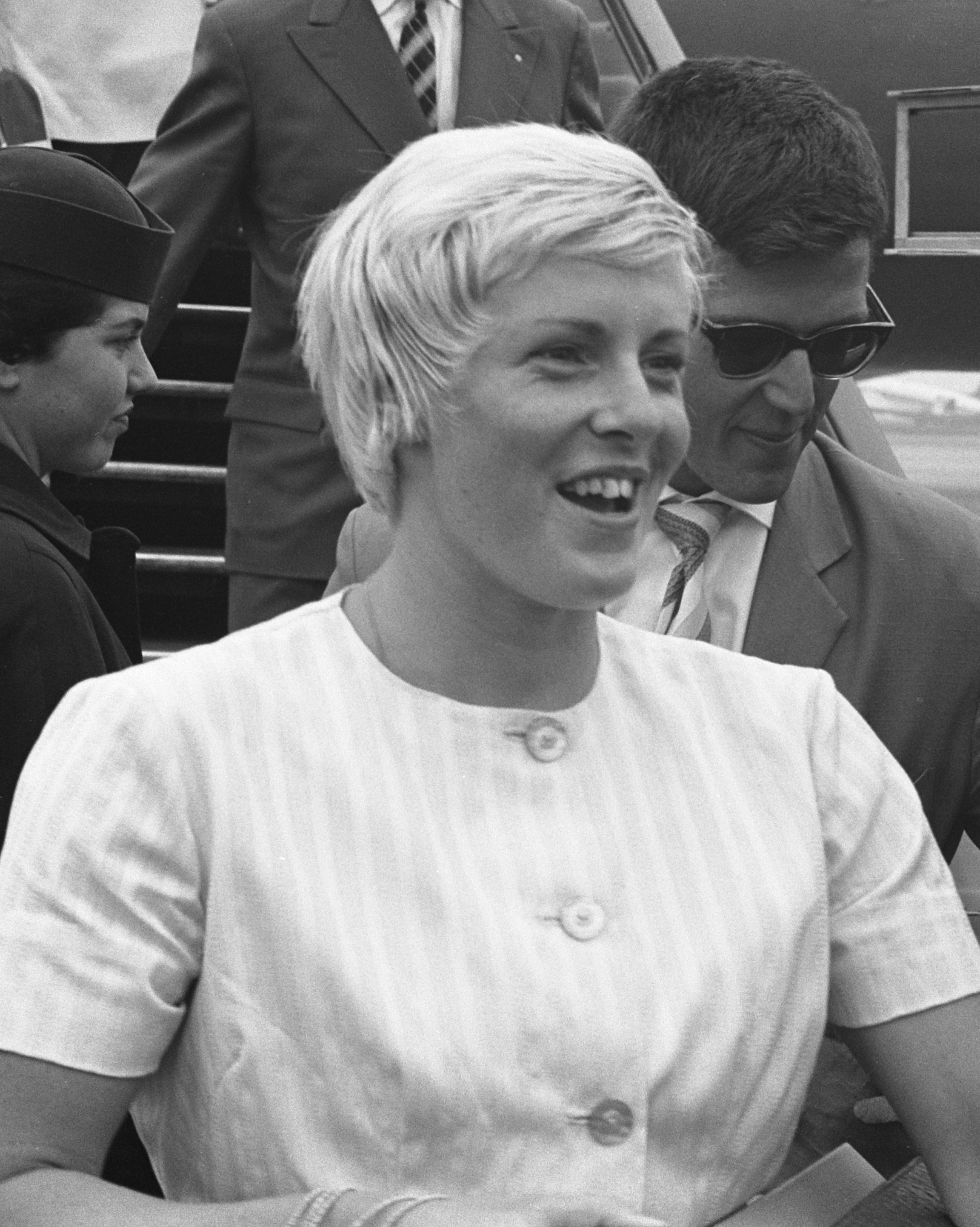
Mary Kok in 1961

Mary Kok-Brann (Hilversum, 23 april 1940) is een voormalig Nederlands zwemster.
Mary Kok was een pupil van de succesvolle trainer Jan Stender. Midden jaren vijftig van de twintigste eeuw was Kok een van de beste zwemsters ter wereld. In 1955 verbeterde zij de wereldrecords op de 100 en 200 meter vlinderslag en de 400 meter vrije slag. Dat jaar werd zij gekozen tot Sportvrouw van het Jaar.
In 1956 verbeterde zij het wereldrecord op de 4x100 meter wisselslag. In totaal brak ze 10 wereldrecords. Van haar werd dan ook het nodige eremetaal verwacht op de Olympische Spelen in Melbourne. De avond voordat ze zou vertrekken naar Australië kreeg Kok te horen dat het NOC had besloten die Spelen te boycotten. Dit in verband met de Russische inval in Hongarije. 
Later werd zij een bekend marathonzwemster. In 1960 was zij de eerste Nederlandse vrouw die Het Kanaal overzwom. In 1980 werd zij opgenomen in de International Swimming Hall of Fame. Zij werd zweminstructrice en woonde in Spanje en later in de Verenigde Staten van Amerika. In 2015 werd zij geëerd met een Jaap Edenbeeldje.
Mary Kok trouwde in 1962 met zwemcoach Kees Oudegeest. Zij is geen familie van de zwemzusters Ada en Gretta Kok.